# Les Indes fourbes
Les Indes Fourbes est une bande dessinée  scénarisée par Alain Ayroles et dessinée par Juanjo Guarnido. Elle conte les aventures de Don Pablos de Ségovie au XVIe siècle en Amérique du Sud et en Espagne.

## Synopsis
Les Indes fourbes est le récit que livre Don Pablos de Ségovie, une fripouille sympathique, de ses aventures picaresques pendant le Siècle d'or espagnol en Amérique du Sud, encore appelée « Indes occidentales » à cette époque. Don Pablos de Ségovie parcourt ce continent tout neuf, du moins pour les Occidentaux, des montagnes de la Cordillère des Andes à la jungle d'Amazonie, à la recherche du mythique Eldorado. Tour à tour misérable et richissime, adoré et haï, il connaît autant les bas-fonds que les palais. Parvenu à détourner l'argent des impôts de la couronne d'Espagne et fortune ainsi faite, il revient au pays, et finit par fréquenter la cour, où il se rend indispensable au roi. Ce dernier en fait sa doublure pour profiter d'une escapade. Une escapade d'où il ne revient pas, de sorte que le picaro doit définitivement assumer son rôle de monarque.

## Inspiration
La bande dessinée se veut la suite du roman El Buscón de Francisco de Quevedo y Villegas paru en 1626,. C'est ce que révèle son sous-titre : Une seconde partie de l'Histoire de la vie de l'aventurier nommé don Pablos de Ségovie, vagabond exemplaire et miroir des filous ; inspiré de la première, telle qu'en son temps la narra don Francisco Gómez de Quevedo y Villegas, chevalier de l'ordre de Saint Jacques et seigneur de Juan Abad.
Les allusions au texte de Quevedo sont extrêmement nombreuses dans l'ouvrage (depuis la profession de barbier de son père, la profession de bourreau de son oncle, les activités de sorcière de sa mère jusqu'à l'exécution de son petit frère et à ses études). Sa première partie est constituée par le récit que Pablos, soumis à la question par l'alguazil de Cuzco, fait de sa quête de l'Eldorado ; au cours de ce récit, les retours à son enfance et à sa jeunesse sont très fréquents .

## Clins d'œil
Les planches du prologue et de l'épilogue s'inspirent  du tableau Les Ménines de Diego Vélasquez. Et sur la dernière image, le point de vue en est inversé,,.
On peut également noter la présence du tableau Le Jeune Mendiant de Bartolomé Esteban Murillo.

Le tableau les Ménines par Diego Vélasquez.
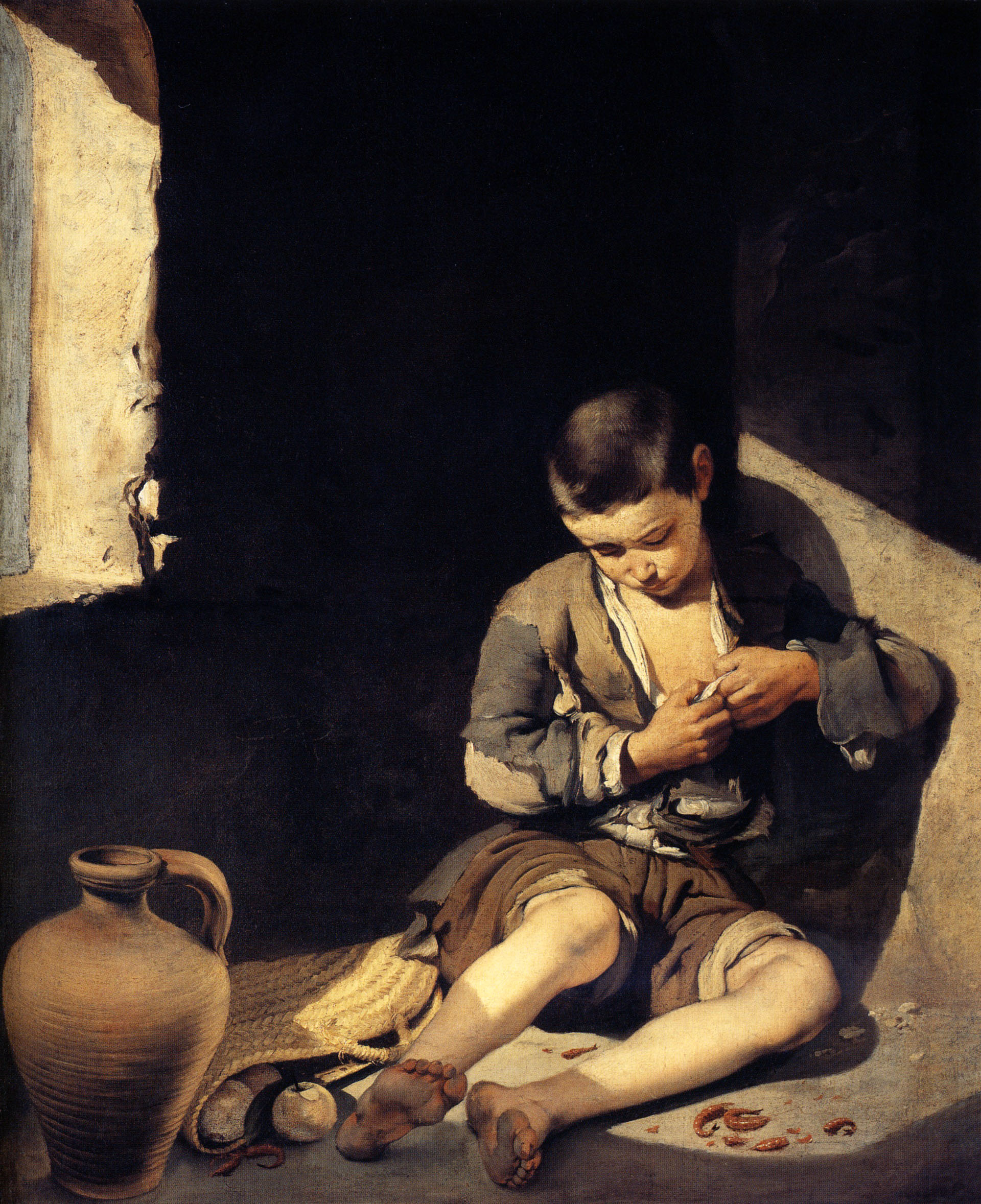
Le Jeune Mendiant, par Bartolomé Esteban Murillo.

## Succès
L'album rencontre immédiatement un très grand succès critique et public. La première édition de la bande dessinée est tirée à 120 000 exemplaires ; lors de la première semaine de parution, elle se classe en septième position des premières ventes.

## Récompenses
- Prix Landerneau 2019 remis par Régis Loisel, président du jury, qui a déclaré « Les Indes fourbes représente l’alliance extraordinaire de la truculence du récit d’Alain Ayroles et de la flamboyance du dessin de Juanjo Guarnido, ce qui fait le bonheur du lecteur. Une véritable prouesse graphique ! »[10]
- Grand prix RTL de la bande dessinée 2019[12]
- Prix des libraires de bande dessinée 2020[13].

## Publications à l'étranger
Indyjska włóczęga, en polonais
Traduit par Ernest Kacperski.
Egmont Polska (pl), 2020  (ISBN 9788328198180)
Date de publication : 29 avril 2020